# Myrmica sabuleti

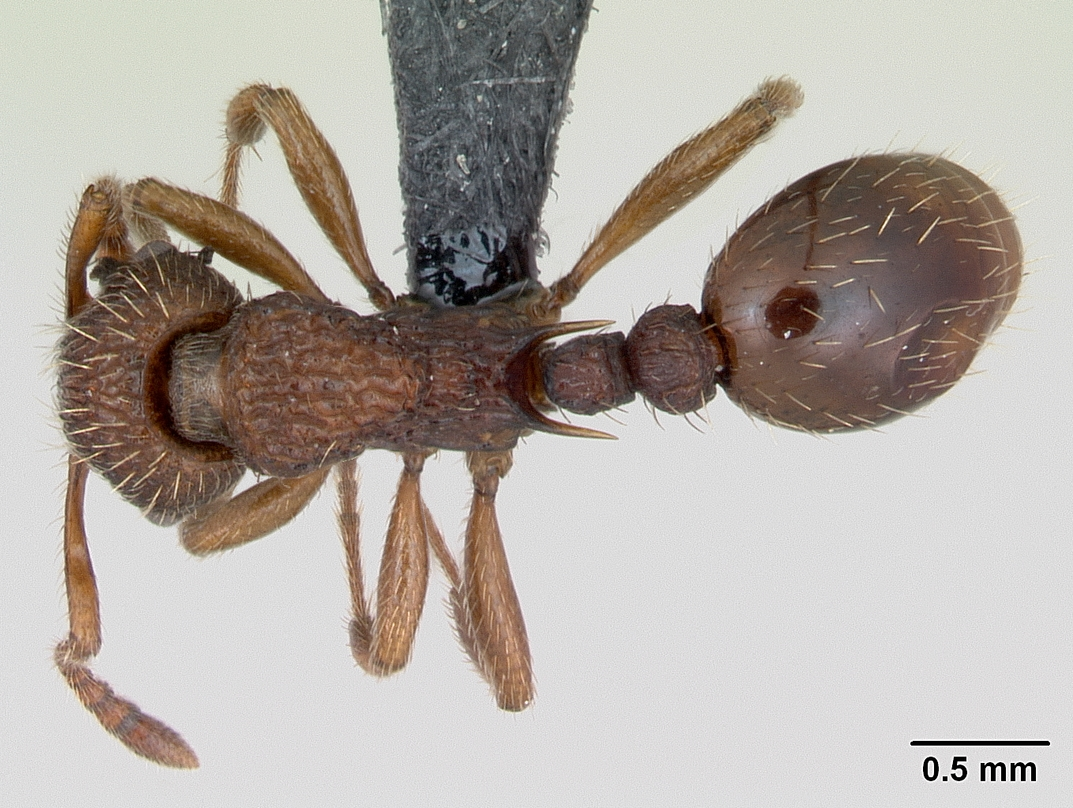
M. sabuleti, рабочий сверху

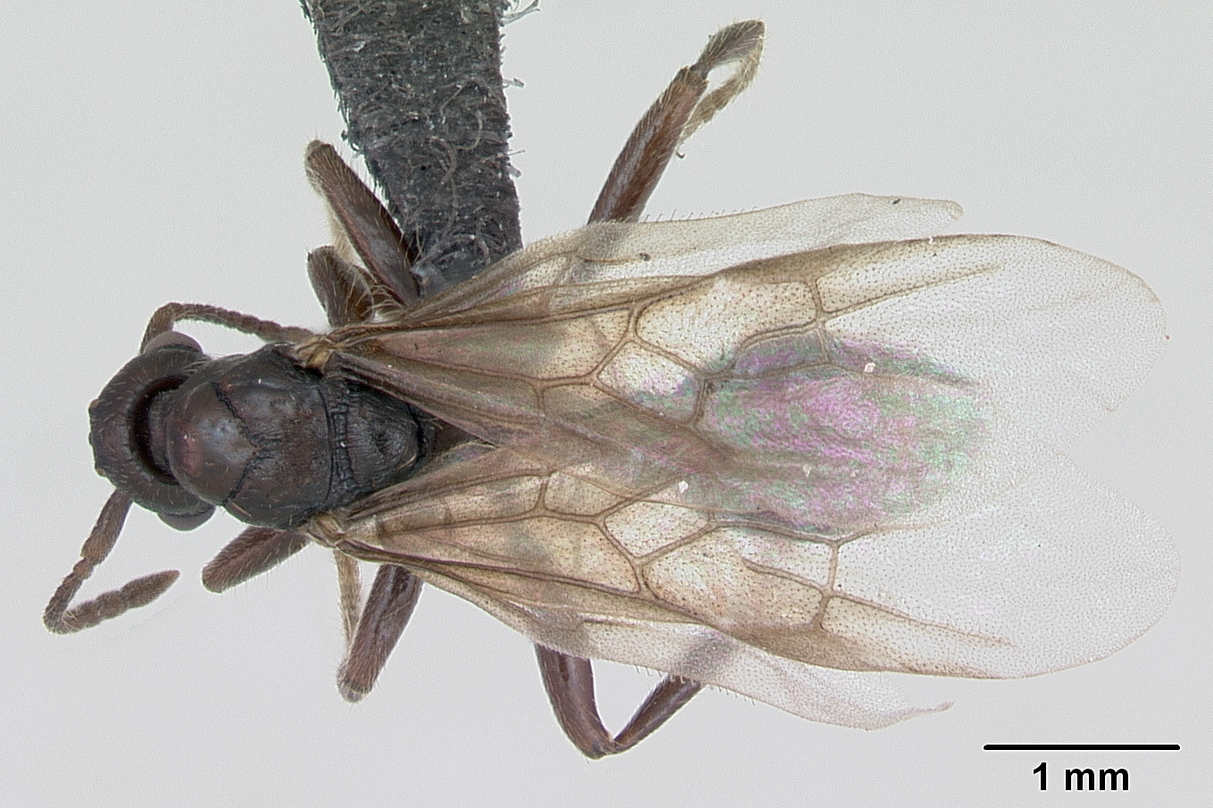
M. sabuleti, самец сверху

Myrmica sabuleti (лат.) — вид мелких муравьёв рода Myrmica. Эндемики Европы.
Включён в списки редких и охраняемых животных в нескольких европейских странах, в том числе: Германия (в статусе V).

## Описание
Длина около 4—5 мм, тело желтовато-бурого цвета. Европа. Усики 12-члениковые у самок и рабочих и 13-члениковые у самцов. Стебелёк между грудкой и брюшком состоит из двух сегментов: петиоля и постпетиоля. Жало развито. Скапус усика на месте изгиба (у основания) с развитой лопастью, направлена вдоль антенн. Лобные валики расширенные кпереди и сильно искривлённые. Наличник спереди притуплён, не выдаётся на переднем крае. Шипики на заднегрудке длинные. Вид был впервые описан в 1861 году датским энтомологом Фредериком Мейнертом (Frederik Vilhelm August Meinert; 1833—1912). Большинство колоний полигинные, содержат несколько маток. В муравейниках обнаружены гусеницы мирмекофильных редких голубянок арион (Phengaris arion), которые питаются личинками муравьёв.
Эти муравьи служат хозяевами для эктопаразитических грибков Hormiscium myrmecophilum и Rickia wasmannii (Laboulbeniales, Ascomycota); (Espadaler & Santamaria, 2012).

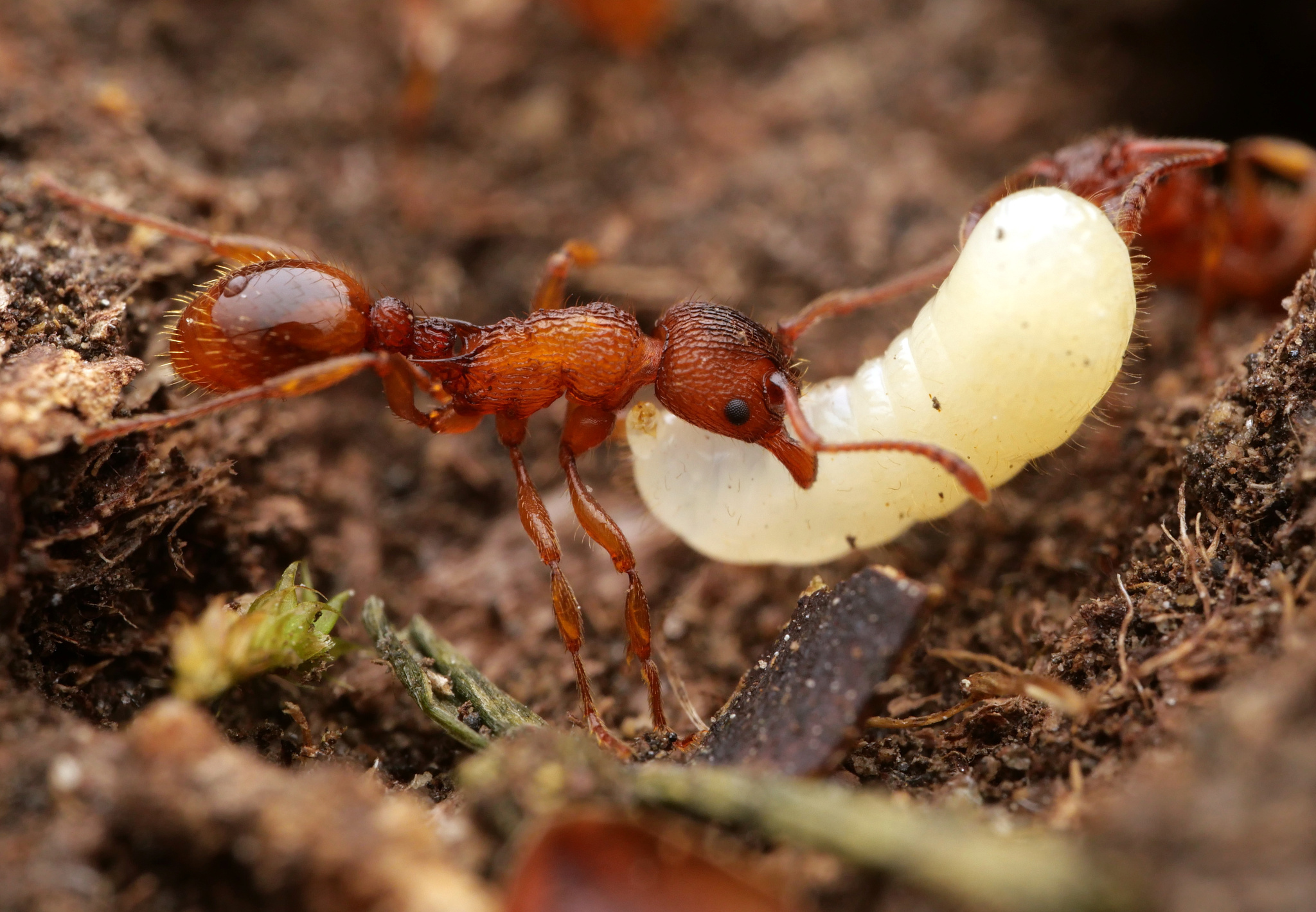
Рабочий с личинкой
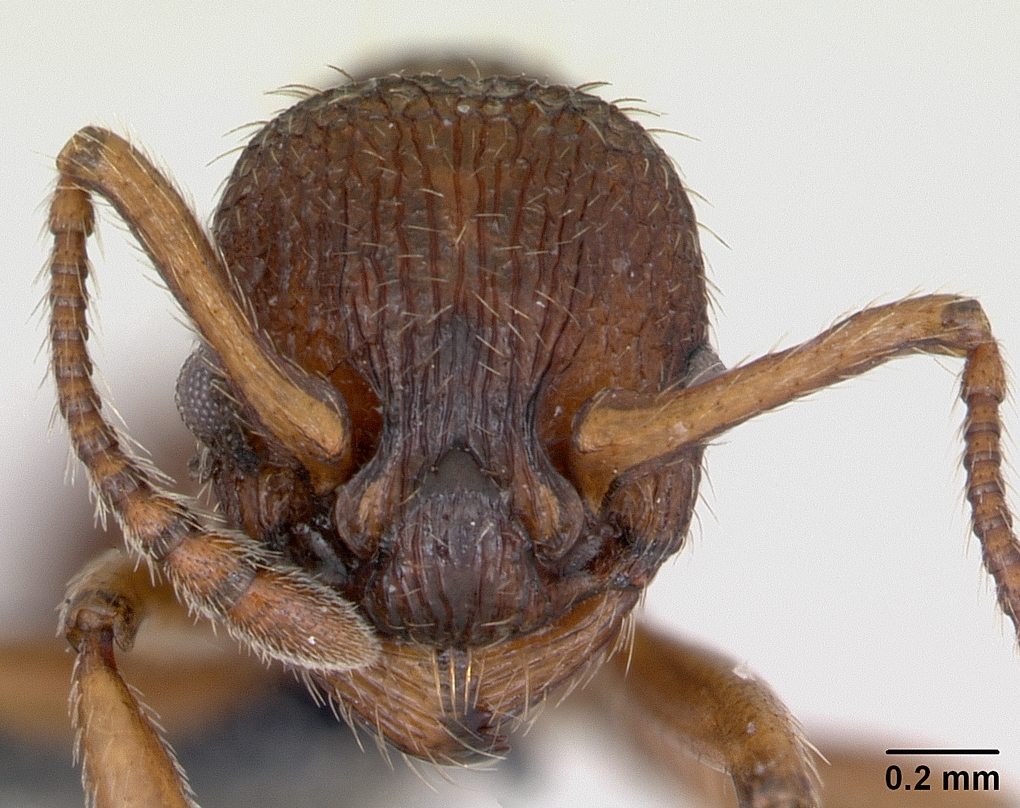
Голова рабочего
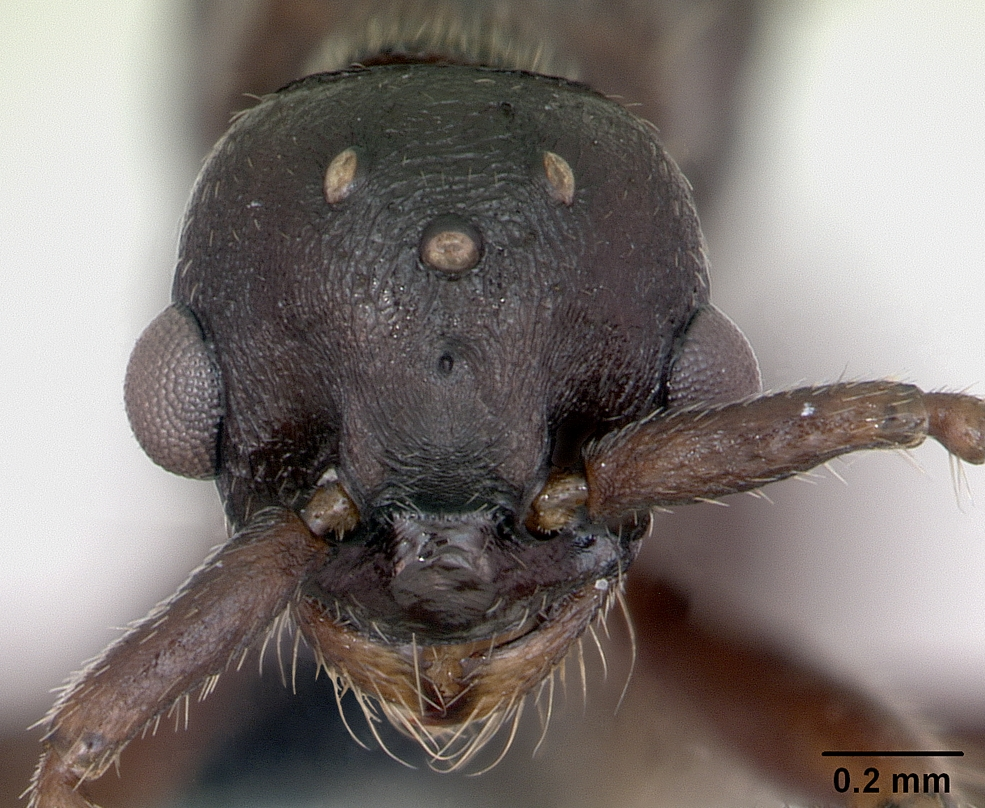
Голова самца
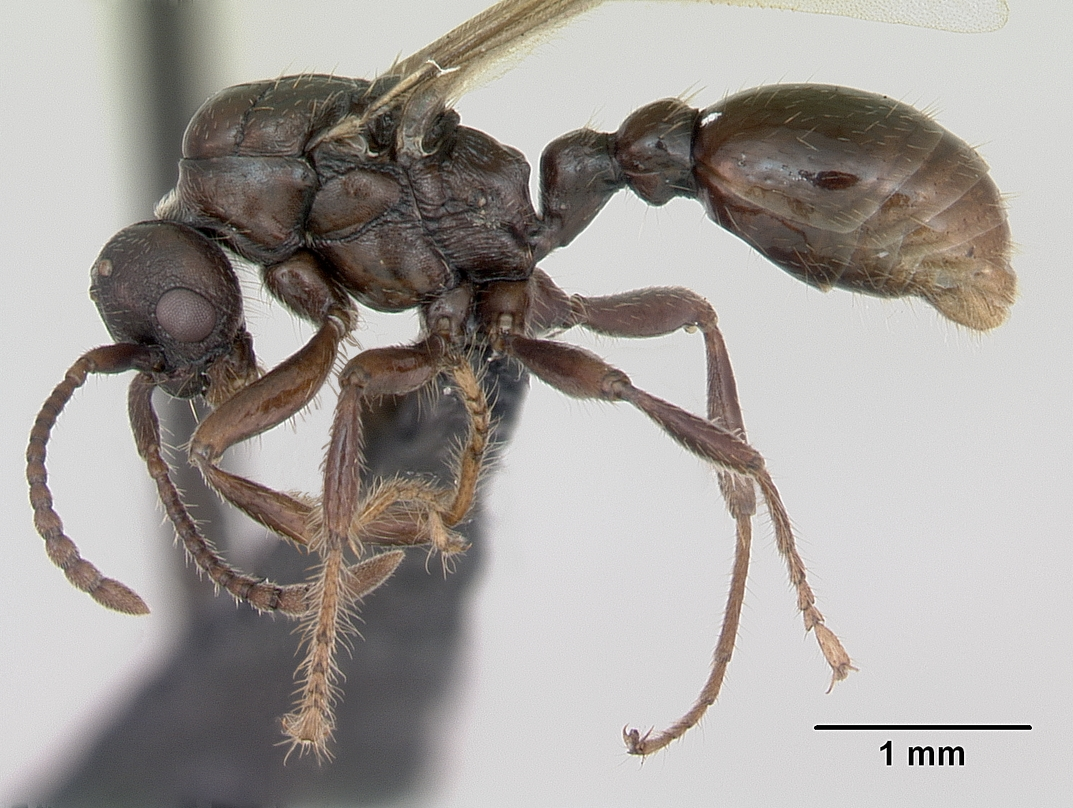
Самец сбоку
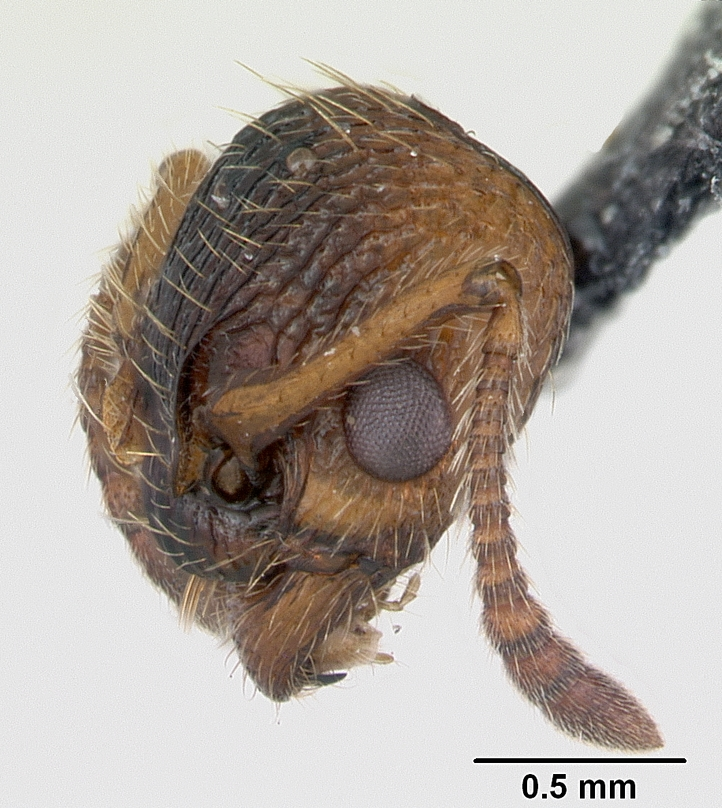
Голова рабочего сбоку

## Генетика
Диплоидный набор хромосом 2n = 46 (у самцов n = 23).